# Associazione Sportiva Pescara 1945-1946
Questa voce raccoglie le informazioni riguardanti la Associazione Sportiva Pescara nelle competizioni ufficiali della stagione 1945-1946.

## Stagione
Per la Divisione Nazionale 1945-1946 fu incluso nel campionato Centro-Sud. Il club chiuse al 6º posto.

## Rosa
| N. |                   | Ruolo | Calciatore            |
| -- | ----------------- | ----- | --------------------- |
|    | Italia (bandiera) | P     | Mariano Fabiani       |
|    | Italia (bandiera) | D     | Aldo Brandimarte (II) |
|    | Italia (bandiera) | D     | Ostavo Mincarelli     |
|    | Italia (bandiera) | D     | Italo Romagnoli       |
|    | Italia (bandiera) | C     | Mario Brandimarte (I) |
|    | Italia (bandiera) | C     | Colabruno             |
|    | Italia (bandiera) | C     | Ciriaco D'Incecco     |
|    | Italia (bandiera) | C     | Alfredo De Angelis    |
|    | Italia (bandiera) | C     | Gaetano La Porta      |
|    | Italia (bandiera) | A     | Salvatore Centorame   |

| N. |                   | Ruolo | Calciatore          |
| -- | ----------------- | ----- | ------------------- |
|    | Italia (bandiera) | A     | Nino Costantini     |
|    | Italia (bandiera) | A     | Giannino Di Teodoro |
|    | Italia (bandiera) | A     | Carlo Guarnieri     |
|    | Italia (bandiera) | A     | Berardo Lanciaprima |
|    | Italia (bandiera) | A     | Edmondo Maturo      |
|    | Italia (bandiera) | A     | Francesco Schiavone |
|    | Italia (bandiera) | A     | Renzo Suozzi        |
|    | Italia (bandiera) | A     | Mario Tontodonati   |
|    | Italia (bandiera) | A     | Bruno Ventura       |
|    | Italia (bandiera) | C     | Araldo D'Amico      |

## Statistiche

### Statistiche di squadra
| Competizione                     | Punti | Totale | Totale | Totale | Totale | Totale | Totale |
| Competizione                     | Punti | G      | V      | N      | P      | Gf     | Gs     |
| -------------------------------- | ----- | ------ | ------ | ------ | ------ | ------ | ------ |
| Divisione Nazionale - Centro-Sud | 18    | 20     | 6      | 6      | 8      | 27     | 26     |
| Totale                           | 18    | 20     | 6      | 6      | 8      | 27     | 26     |